# Carlo Scarascia-Mugnozza

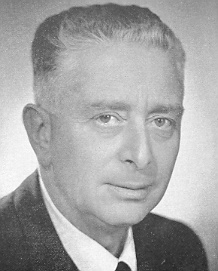
Carlo Scarascia-Mugnozza

Carlo Scarascia-Mugnozza (* 19. April 1920 in Rom; † 13. Mai 2004 ebenda) war ein italienischer Politiker und Vizepräsident der Europäischen Kommission.
1945 wurde er Mitglied der Christlich-Demokratischen Partei (DC). Seit 1953 war er für vier Legislaturperioden ins Abgeordnetenhaus gewählt. Von 1961 bis 1972 war er Mitglied im Europäischen Parlament.
1972 wurde Scarascia-Mugnozza Vizepräsident der Europäischen Kommission und Landwirtschaftkommissar in der Kommission Mansholt. 1973 wurde er erneut Vize und Kommissar für Angelegenheiten des Parlamentes, Umwelt und Verkehr. Von 1982 bis 1990 war er Vorsitzender des Internationalen Zentrums für agrarwissenschaftliche Studien im Mittelmeerraum in Paris.